# Юліус Точек
Юліус Точек (Július Toček, 29 вересня 1939 — 7 жовтня 2004) — чехословацький академічний веслувальник.
Бронзовий призер Олімпійських Ігор 1964 року в складі вісімки.